# Aeroporto de Itanhaém
O Aeroporto Estadual de Itanhaém / Antônio Ribeiro Nogueira Júnior, é um aeroporto localizado no município de Itanhaém. Possui pista de 1.400 m de comprimento, fica localizado entre os bairros Oásis e Guapurá.

## Aeroporto Estadual de Itanhaém / Antônio Ribeiro Nogueira Júnior
SDIM/***
Em junho de 2015, o Aeroporto estava incluído no Plano de Aviação Regional do Governo Federal, o que permitiria sua privatização e recebimento de investimentos, ampliando-o. A expectativa da Prefeitura local era que, o aeroporto pudesse vir a receber voos de passageiros de aviões de médio porte, talvez, desafogando, em parte, o Aeroporto de Congonhas, na Capital.

### Características
- Latitude: 24º09'53" S - Longitude: 46º47'08" W
- Indicação ICAO: SDIM - Horário de Funcionamento: HJ
- Código de Pista: 2 - Tipo de Operação: VFR noturno
- Altitude: 4m/13 ft - Área Patrimonial (ha): 64,4
- Temp. Média: 33,3 °C - Categoria Contra Incêndio disponível: 2
- Distância da Capital (km) - Aérea: 61 Rodoviária: 118
- Endereço: Avenida José Batista Campos, s/nº - CEP: 11740-000
- Fone: (13) 3422-2852 - Fax: (13) 3422-2852
- Distância até o Centro da Cidade: 3 km

### Movimento
- Dimensões (m): 1.350 x 30
- Designação da cabeceira: 15 - 33 - Cabeceira Predominante: 15
- Declividade máxima: 0,29% - Declividade Efetiva: 0,10%
- Tipo de Piso: asfalto - Resistência do Piso (PCN): 35/F/A/X/T

### Pista
- Ligação à cabeceira - PRA (m): 97 x 15
- Tipo de Piso: asfalto
- Distância da cabeceira mais próxima (m): 112

### Pátio
- Dimensões (m): 125x60 - Capacidade de Aviões: 4 EMB-110
- Dist. da Borda ao Eixo da Pista(m): 120
- Tipo de Piso: asfalto

### Auxílios operacionais
- Sinais de Eixo de Pista - Biruta iluminada
- Sinais de Cabeceira de Pista - Sinais Indicadores de Pista
- Sinais de Guia de Táxi
- Freq. do Aeródromo: 124,925 - Circuito de Tráfego Aéreo: Padrão

### Instalações
- Terminal de Passageiros (m²): 500
- Estac. de Veículos - nº de vagas: 24 - Tipo de Piso: asfalto

### Serviços
- Hangares: 5 - Cabine de Força (KF)
- Locadora de Veículos
- Área p/ Publicidade
- Ônibus Urbano - Veículos de Emergência
- Tel. Público - Área de pré-embarque
- Abastecimento de Jet A-1 E Avgás-100
- Escola de aviação - Aeroclube de Itanhaém